# The Coral Tombs
The Coral Tombs è il quinto album in studio del gruppo funeral doom metal tedesco Ahab, pubblicato nel 2023.

## Tracce
1. Prof. Arronax' Descent into the Vast Oceans – 8:06
2. Colossus of the Liquid Graves – 6:26
3. Mobilis in Mobili – 8:20
4. The Sea as a Desert – 10:49
5. A Coral Tomb – 10:11
6. Ægri Somnia – 12:22
7. The Mælstrom – 10:02

## Formazione
- Daniel Droste – voce, chitarra, tastiere
- Christian Hector – chitarra
- Stephan Wandernoth – basso
- Cornerlius Althammer – batteria